# 麗島奇花介
麗島奇花介（学名：Perissocytheridea formosana）为荊花介科奇花介屬下的一个种。